# Superliga de Kosovo 2017-18
La  Superliga de Kosovo 2017-18 (Conocida como Vala Superliga por motivos de patrocinio) es la edición número 19 de la Superliga de Kosovo. La temporada comenzó el 18 de agosto de 2017 y terminará el 27 de mayo de 2018. El Drita conquistó su segundo título de liga

## Ascensos y descensos
| Pos. | Descendidos de la Superliga 2016-17 |
| ---- | ----------------------------------- |
| 10.º | Ferizaj                             |
| 11.º | Trepça                              |
| 12.º | Hajvalia                            |

| Pos. | Ascendidos de la Liga e Parë 2016-17 |
| ---- | ------------------------------------ |
| 1.º  | Vëllaznimi                           |
| 2.º  | Flamurtari                           |
| 3.º  | Vllaznia Pozheran                    |

## Sistema de competición
Un total de 12 equipos jugaron entre sí todos contra todos tres veces totalizando 33 fechas. Al final de la temporada el primer clasificado se proclamó campeón y fue a la Liga de Campeones; por otro lado los dos últimos clasificados descendieron a la Liga e Parë, mientras que el décimo y noveno clasificado jugaron un play off por la permanencia contra el tercero y cuarto de la Liga e Parë 2017-18.
Un cupo para la Liga Europa 2018-19 fue asignado al campeón de la Copa de Kosovo

## Equipos participantes
| Equipo            | Ciudad    | Estadio                      | Capacidad |
| ----------------- | --------- | ---------------------------- | --------- |
| Besa              | Pejë      | Shahin Haxhiislami Stadium   | 8500      |
| Drenica           | Skenderaj | Bajram Aliu Stadium          | 2000      |
| Drita             | Gjilan    | Gjilan City Stadium          | 6000      |
| Feronikeli        | Drenas    | Rexhep Rexhepi               | 7000      |
| Flamurtari        | Pristina  | Flamurtari                   | 5000      |
| Gjilani           | Gjilan    | Gjilan City Stadium          | 6000      |
| Liria             | Prizren   | Përparim Thaçi               | 15 000    |
| Llapi             | Podujevë  | Zahir Pajaziti City Stadium  | 2000      |
| Prishtina         | Pristina  | Agron Rama                   | 10 000    |
| Trepça            | Mitrovicë | Olympic Stadium Adem Jashari | 18 200    |
| Vëllaznimi        | Gjakova   | Gjakova City                 | 6000      |
| Vllaznia Pozheran | Požaranje | Gjilan City Stadium          | 6000      |

## Tabla de posiciones
| Pos. | Equipo            | Pts. | PJ | G  | E  | P  | GF | GC | Dif. | Clasificación 2019–20                    |
| ---- | ----------------- | ---- | -- | -- | -- | -- | -- | -- | ---- | ---------------------------------------- |
| 1    | Drita (C)         | 67   | 33 | 18 | 13 | 2  | 53 | 21 | +32  | Ronda preliminar de la Liga de Campeones |
| 2    | Prishtina         | 64   | 33 | 18 | 10 | 5  | 39 | 18 | +21  | Ronda Preliminar de la Liga Europea      |
| 3    | Llapi             | 54   | 33 | 16 | 6  | 11 | 51 | 41 | +10  |                                          |
| 4    | Trepça'89         | 53   | 33 | 14 | 11 | 8  | 41 | 25 | +16  |                                          |
| 5    | Liria             | 48   | 33 | 13 | 9  | 11 | 34 | 30 | +4   |                                          |
| 6    | Feronikeli        | 48   | 33 | 10 | 18 | 5  | 32 | 18 | +14  |                                          |
| 7    | Drenica           | 48   | 33 | 13 | 9  | 11 | 34 | 27 | +7   |                                          |
| 8    | Gjilani           | 46   | 33 | 10 | 16 | 7  | 29 | 21 | +8   |                                          |
| 9    | Vëllaznimi        | 44   | 33 | 10 | 14 | 9  | 29 | 28 | +1   | Play-off de permanencia                  |
| 10   | Flamurtari (O)    | 25   | 33 | 6  | 7  | 20 | 28 | 53 | −25  | Play-off de permanencia                  |
| 11   | Besa Pejë         | 22   | 33 | 6  | 4  | 23 | 28 | 0  | +28  | Descenso a Liga e Parë 2019-20           |
| 12   | Vllaznia Pozheran | 14   | 33 | 3  | 5  | 25 | 16 | 68 | −52  | Descenso a Liga e Parë 2019-20           |

Actualizado a los partidos jugados el 20 de mayo de 2018.
 Fuente: Soccerway
Notas:
1. ↑  Tras ganar la Copa de Kosovo, el Prishtina obtuvo un cupo para la ronda preliminar de la Liga Europea 2018-19.

## Resultados
|                   | BES | DRE | DRT | FRN | FLA | GJI | LIR | LLA | PRI | T89 | VEL | VLL |
| ----------------- | --- | --- | --- | --- | --- | --- | --- | --- | --- | --- | --- | --- |
| Besa              | -   | 0-2 | 2-0 | 0-5 | 2-0 | 0-0 | 2-0 | 1-6 | 1-3 | 0-1 | 1-2 | 3-1 |
| Drenica           | 2-2 | -   | 0-0 | 0-0 | 4-1 | 1-0 | 1-0 | 1-2 | 1-1 | 1-0 | 1-0 | 1-0 |
| Drita             | 2-0 | 3-0 | -   | 1-0 | 0-0 | 1-1 | 4-3 | 3-1 | 0-0 | 1-1 | 1-1 | 3-0 |
| Feronikeli        | 2-1 | 1-0 | 1-1 | -   | 1-0 | 2-1 | 0-1 | 0-0 | 0-0 | 0-1 | 3-0 | 1-0 |
| Flamurtari        | 3-1 | 1-2 | 1-1 | 2-2 | -   | 0-1 | 0-0 | 2–1 | 0-2 | 2-2 | 0-3 | 2–1 |
| Gjilani           | 2-1 | 2-1 | 0-0 | 1-1 | 1-0 | -   | 1-0 | 2-0 | 0-0 | 0-0 | 1-1 | 1-0 |
| Liria             | 3-0 | 1-0 | 2-0 | 1-0 | 2-0 | 0-0 | -   | 3-0 | 1-0 | 1-0 | 2-2 | 2-1 |
| Llapi             | 2-0 | 1-0 | 0-1 | 1-1 | 1-0 | 1-1 | 0-2 | -   | 3-0 | 0-0 | 2-0 | 4-1 |
| Prishtina         | 4-0 | 0-2 | 0-1 | 0-0 | 3-1 | 2-1 | 1-0 | 2-0 | -   | 2-0 | 1-0 | 2-1 |
| Trepça'89         | 3-0 | 1-0 | 1-1 | 0-0 | 3-1 | 1-2 | 2-0 | 3-1 | 0-2 | -   | 1-0 | 2-0 |
| Vëllaznimi        | 1-0 | 1-1 | 1-1 | 0-0 | 2-0 | 0-0 | 1-0 | 0-3 | 0-0 | 0-0 | -   | 3-0 |
| Vllaznia Pozheran | 1-0 | 0-0 | 0-4 | 0-3 | 2-0 | 0-0 | 0-0 | 0-1 | 0-2 | 2-1 | 1-2 | -   |

|                   | BES | DRE | DRT | FRN | FLA | GJI | LIR | LLA | PRI | T89 | VEL | VLL |
| ----------------- | --- | --- | --- | --- | --- | --- | --- | --- | --- | --- | --- | --- |
| Besa              | -   | 0-1 | 0-2 |     | 0-4 | 1-0 |     |     |     |     |     |     |
| Drenica           |     | -   |     | 0-0 | 2-0 |     |     |     | 1-0 |     |     | 6-2 |
| Drita             |     | 3-1 | -   | 3-1 | 3-1 |     | 3-0 |     |     | 3-1 |     | 2-0 |
| Feronikeli        | 2-1 |     |     | -   |     |     | 0-0 | 2-2 | 0-0 | 0-0 | 1-1 |     |
| Flamurtari        |     |     |     |     | -   |     | 1-2 |     | 0-2 |     | 1-0 | 4-1 |
| Gjilani           |     | 1-1 | 1-1 | 0-0 | 0-0 | -   |     |     |     | 2-0 |     | 4-0 |
| Liria             | 2-2 |     |     |     |     | 3-2 | -   | 1-2 | 0-1 | 0-2 | 1-1 |     |
| Llapi             |     | 2-1 | 1-3 |     | 3-1 | 1-0 |     | -   |     | 3-3 |     | 2-0 |
| Prishtina         | 1-0 |     |     |     |     | 2-1 |     | 3-2 | -   | 0-0 | 2-2 |     |
| Trepça'89         | 2-0 | 1-0 |     |     | 0-0 |     |     |     |     | -   | 3-0 |     |
| Vëllaznimi        | 0-0 | 1-0 | 0-1 |     |     |     |     | 2-0 |     |     | -   |     |
| Vllaznia Pozheran |     |     |     | 0-0 |     |     | 0-0 |     | 0-1 |     | 0-2 | -   |

## Play-offs de relegación
Será jugado entre el noveno y décimo clasificado de la liga contra el subcampeón y tercero de la Liga e Parë.
|}

## Goleadores
| Equipo 1  | Resultado    | Equipo 2   |
| --------- | ------------ | ---------- |
| Vushtrria | 1–1 (5:6 p.) | Flamurtari |
| Ferizaj   | 1–1 (3:2 p.) | Vëllaznimi |

| Pos. | Jugador          | Club       | Goles |
| ---- | ---------------- | ---------- | ----- |
| 1    | Otto John        | Trepça'89  | 17    |
| 1    | Mirlind Daku     | Llapi      | 17    |
| 3    | Artur Magani     | Liria      | 13    |
| 3    | Kastriot Rexha   | Drita      | 13    |
| 5    | Genc Hamiti      | Drenica    | 12    |
| 6    | Xhevdet Shabani  | Drita      | 10    |
| 6    | Betim Haxhimusa  | Gjilani    | 10    |
| 8    | Mark Milicaj     | Feronikeli | 8     |
| 8    | Albutrint Morina | Feronikeli | 8     |
| 8    | Ahmed Januzi     | Prishtina  | 8     |